# Петрешты
Петрешты (рум. Petreşti, Петрешть) — село в Унгенском районе Молдавии. Является административным центром коммуны Петрешты, включающей также село Меделены и железнодорожную станцию Петрешты.

## География
Село расположено на высоте 107 метров над уровнем моря.

## Население
По данным переписи населения 2004 года, в селе Петрешть проживает 3802 человека (1889 мужчин, 1913 женщины).
Этнический состав села:
| Национальность | Число жителей | Процентный состав |
| -------------- | ------------- | ----------------- |
| молдаване      | 3706          | 97.48             |
| румыны         | 66            | 1.74              |
| русские        | 14            | 0.37              |
| украинцы       | 8             | 0.21              |
| гагаузы        | 1             | 0.03              |
| прочие         | 7             | 0.18              |
| Всего          | 3802          | 100%              |

## История и достопримечательности
Первое документальное упоминание о селе Петрешть (под названием Пояна) датировано 1572 годом, однако памятники средневековой культуры в населенном пункте отсутствуют.
В годы Великой Отечественной войны в конце марта 1944 года немецко-румынским войскам удалось установить расположение в районе села Петрешты Унгенского района Молдавии девяти советских гвардейских минометов – катюш и двух самоходно-артиллерийских установок. В ночь на 28 марта, рассчитывая на внезапность, фашисты крупными силами пехоты атаковали подразделения соседней части и начали теснить их. Создалась угроза окружения села. К месту наметившегося успеха противника подоспела рота лейтенанта И.Зверева. Отбив в течение ночи четыре контратаки врага, советские военнослужащие не отступили. Лейтенант Иван Зверев погиб в бою 29 марта 1944 года. Похоронен юго-западнее села Тырлица Унгенского района Молдавии. Указом Президиума Верховного Совета СССР от 13 сентября 1944 года за образцовое выполнение боевых заданий командования на фронте борьбы с немецко-фашистскими захватчиками и проявленные при этом мужество и героизм, лейтенанту Звереву Ивану Зиновьевичу посмертно присвоено звание Героя Советского Союза.
На братской могиле советских воинов, погибших в годы Великой Отечественной войны в послевоенный период, был установлен монумент.
Мемориал созданный еще в советское время со временем пришел в запустенье и был отреставрирован на средства Посольства Российской Федерации в Республике Молдова и местных властей в ноябре 2020 года.
В восстановление значительный вклад внесли общественная организация«Вече», а также поисковый отряд «Август» и Русский историко-патриотический клуб, которые уточнили и дополнили списки похороненных на этом месте красноармейцев. Их имена были увековечены на мраморных плитах. Также в 2020 году была обновлена дорожка к памятному месту, благоустроен газон.